# Calycosiphonia
Calycosiphonia es un género con tres especies de plantas con flores perteneciente a la familia Rubiaceae. Comprende 7 especies descritas y de estas, solo 3 aceptadas.

## Taxonomía
El género fue descrito por Pierre ex Robbr. y publicado en Bulletin du Jardin Botanique de l'État à Bruxelles 51: 370. 1981. La especie tipo es: Calycosiphonia spathicalyx

## Especies aceptadas
A continuación se brinda un listado de las especies del género Calycosiphonia aceptadas hasta mayo de 2015, ordenadas alfabéticamente. Para cada una se indica el nombre binomial seguido del autor, abreviado según las convenciones y usos.	
- Calycosiphonia macrochlamys
- Calycosiphonia pentamera Sonké & Robbr.
- Calycosiphonia spathicalyx